# Senneolitikum

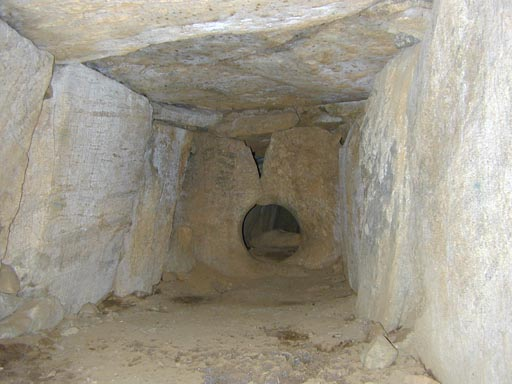
Hällkistan "Skogsbokistan" i Norra Säm i Västergötland.

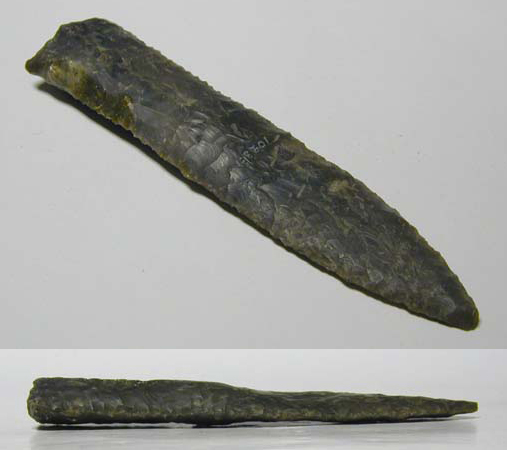
En flintdolk av allmän skandinavisk typ.

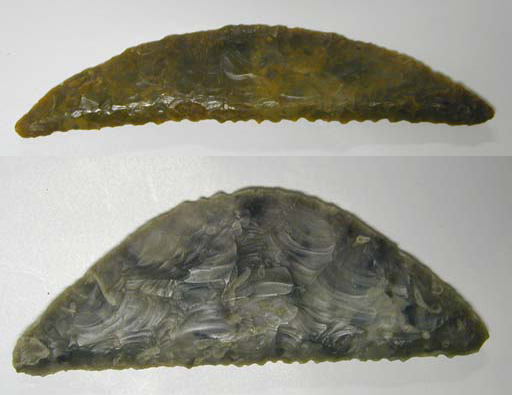
Två olika flintskäror av allmän skandinavisk typ.

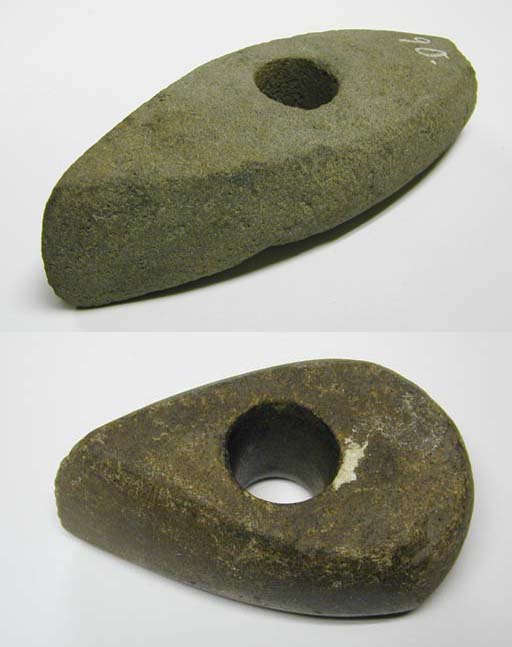
Två skafthålsyxor av allmän svensk typ.

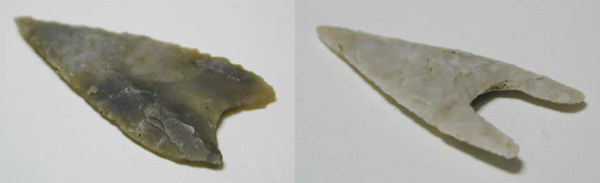
Två olika pilspetsar av flinta, med urnupen bas, av allmän skandinavisk typ.

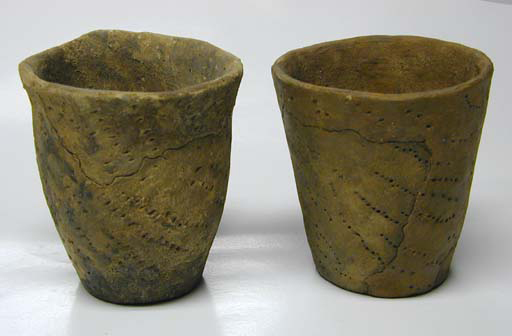
Keramikkärl från södra Sverige.

Senneolitikum, avser slutfasen av bondestenåldern, runt 2400-1800 f.Kr., och föregås av tidigneolitikum och mellanneolitikum I Sverige kallades den förut hällkisttid, med anledning av runt 2 000 hällkistor som finns i huvudsak i den västra delen av Götaland. Ett lämpligare begrepp kan vara Dolktid som används i Danmark. Begreppet har dock inte slagit igenom hos svenska forskare, men som är representativt för hela det kulturella område i södra Skandinavien med en likartad kultur. En viktig skillnad mellan begreppen senneolitikum och dolktid är att det förstnämnda efterföljs av bronsåldern cirka 1800 f.Kr. medan dolktid betonar tidpunkten där de typiska senneolitiska föremålsformerna upphör och ersätts av motsvarigheter i brons, vilket inte skedde förrän vid övergången till bronsålderns period II cirka 1500 f.Kr.
Med den relativt snabba övergången till senneolitikum blev södra Skandinavien åter igen ett relativt enhetligt kulturellt område, där de kulturella yttringarna i Sverige-Norge och Danmark delvis blev gemensamma, samtidigt som Själland och Gotland åter igen blev viktiga delar av den skandinaviska kulturen. Samtidigt upphörde både stridsyxekulturen och den gropkeramiska kulturen.

## Föremål
Förebilderna till samtliga nyheter under inledningen till senneolitikum återfinns inom SOM-kulturen i nordöstra Frankrike, varifrån Dolkkulturen bör ha sitt ursprung. Men det är oklart på vilket sätt som detta har skett. Hit hör hällkistor, flintdolkar, flintskäror, skifferhängen, pilspetsar med urnupen bas och hjärtformade pilspetsar samt de extremt enkla keramikkärlen med flat botten, men också en rad större men ovanliga föremålstyper. Det enda som inte tycks komma härifrån är de mycket vanliga enkla skafthålsyxorna, även kallade simpla skafthålsyxorna, där de äldsta har en del formmässiga likheter med sina föregångare, stridsyxorna i Sverige-Norge.
Flintdolkar och flintskäror tillhör några av de vanligaste föremålen från denna tid. Båda varierar en hel del i form, men medan flintdolkarna kan indelas i en serie typer som relativt väl följer varandra i kronologisk ordning, kan något liknande inte påvisas för flintskärorna. Flintdolkar är ett mycket vanligt föremål i hällkistorna och kan indirekt hjälpa till med dateringen av dess primära användningstid, men flintskäror är relativt ovanliga som gravfynd och vanligare som depåfynd eller offerfynd i våtmarker.
Enkla skafthålsyxor, även kallade simpla skafthålsyxor, är också en mycket vanlig föremålstyp under hela denna period. Yxan är det vanligast neolitiska fyndtypen och har hittas i tusental över stora delar av Sverige. De flesta är relativt små och osymmetriska i formen. De kan också indelas i olika typer, som dock tycks vara varken betingade av kronologiska eller rumsliga/geografiska faktorer. Yxorna har ofta omformats efter skador och en ursprungligen lång yxa kunde efter omhuggning bli lite och kort. Ett märkligt särdrag är att de riktigt stora exemplaren inte har ett skafthål som motsvarar yxans vikt, utan tvärtom tenderar att vara mindre än normalt. Dessa yxor förekommer sällan eller aldrig som fynd i hällkistorna. En betydligt mer välarbetad variant av skafthålsyxor av snarlikt slag är hagebyhögayxorna, namngiven efter fynd i en hällkista i Östergötland, men de är mycket ovanliga. De har tydliga formmässiga drag som hämtats från de yngsta stridsyxorna från stridsyxekulturen, men med en utsvängd egg och avsaknad av skaftholk. En biprodukt vid tillverkningen av enkla skafthålsyxor är den cylinderformade borrtappen, som blir kvar när man tillverkar skafthålet med en rörformad borr. Sådana borrtappar är, för västra Götalands del, mycket vanliga på Vänersnäs, men i övrigt mycket sällsynta.
Pilspetsar av flinta, är flathuggna har ofta urnupen bas men andra kan vara hjärtformade. Möjligen var dessa relativt vanliga, men på grund av att de är så små är ganska få återfunna.
Keramikkärlen var stora, liknade blomkrukor och raka raka väggar eller ätt böjda väggar. Keramiken saknade oftast dekoration förutom en vulst vid mynningen . Kerasmik har hittats på boplatser, i hällkistor och i andra sammanhang som depåer. Keramiken är inte uttryck för ett avancerat konsthantverk utan mera enkel brukskeramik.

## Hus
Från och med senneolitikum ökar antalet kända huslämningar i södra Skandinavien och för svensk del är långhusen i Fosie i Skåne några av de mest kända. Resultatet från utgrävningen av dessa långhus har ofta varit förebilder vid byggandet av rekonstruktioner. Exempelvis i forntidsbyar, efter det att den första byggdes i Skånes Djurpark, under ledning av Ulf Säfvestad och Nils Björhem, vilka hade ansvarat för utgrävningen i Fosie. 
Stolphus som har en bärande stolprad i husets mitt som bär mesulan kallas för mesulakonstruktion. Hus med mesula kallas tvåskeppiga medan enskeppiga hus saknar takbärande stolpar och de bärs av väggarna. Treskeppiga långhus har istället en sidsulakonstruktion. De har två rader med takbärande stolpar. Stolparnas placering i förhållande till mittlinjen avgör om konstruktionen kallas under- eller överbalanserad. Stolprader placerade mitt emellan husets mittlinje och ytterväggen är balanserad. 